# Fayence (tổng)
Tổng Fayence là một tổng thuộc tỉnh Var trong vùng Provence-Alpes-Côte d'Azur.

## Địa lý
Tổng này được tổ chức xung quanh Fayence trong quận Draguignan. Cao độ vùng này từ 11 m (Tanneron) đến 1 712 m (Mons) với độ cao trung bình 451 m.

## Các xã
Tổng Fayence gồm 8 xã với dân số tổng cộng 19 476 người (recensement de 1999 sans doubles comptes)(chiffres INSEE 2004 en gras).
| Xã                  | Dân số | Mã bưu chính | Mã insee |
| ------------------- | ------ | ------------ | -------- |
| Callian             | 2 979  | 83440        | 83029    |
| Fayence             | 4 253  | 83440        | 83055    |
| Mons                | 671    | 83440        | 83080    |
| Montauroux          | 4 526  | 83440        | 83081    |
| Saint-Paul-en-Forêt | 1 445  | 83440        | 83117    |
| Seillans            | 2 115  | 83440        | 83124    |
| Tanneron            | 1 307  | 83440        | 83133    |
| Tourrettes          | 2 180  | 83440        | 83138    |

## Thông tin nhân khẩu
| 1962                                                     | 1968  | 1975  | 1982   | 1990   | 1999   |
| -------------------------------------------------------- | ----- | ----- | ------ | ------ | ------ |
| 5 552                                                    | 6 837 | 8 214 | 10 451 | 13 661 | 18 127 |
| Nombre retenu à partir de 1962 : dân số không tính trùng |       |       |        |        |        |